# Пјевета (Кунео)
Пјевета је насеље у Италији у округу Кунео, региону Пијемонт.
Према процени из 2011. у насељу је живело 212 становника. Насеље се налази на надморској висини од 553 м.